# Bergbau im Mortelgrund

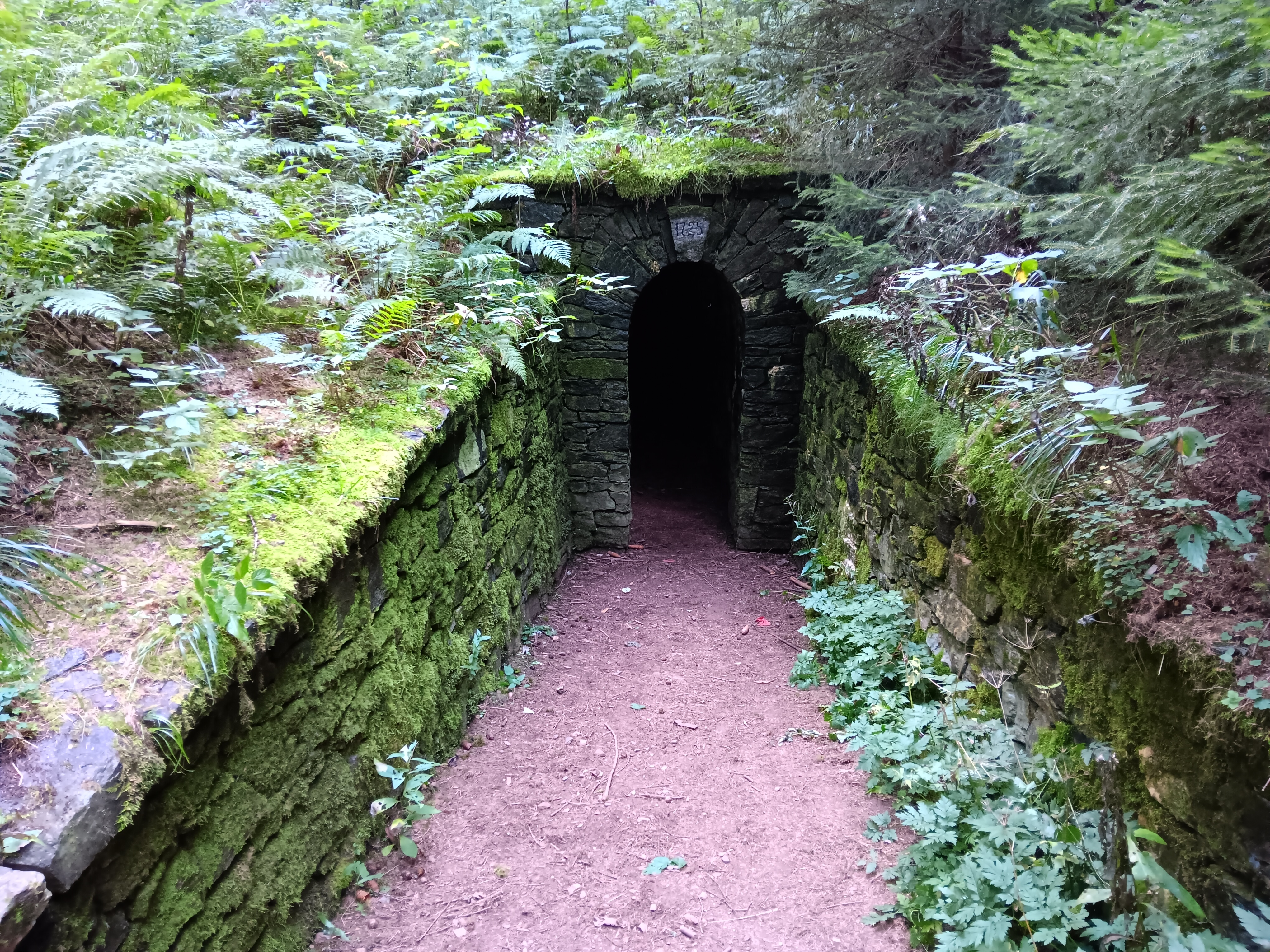
Der Michaelisstollen im Mortelgrund.

Der Bergbau im Mortelgrund wurde erstmals 1400 urkundlich erwähnt und wurde bis 1835 betrieben. Mehrere Zechen bauten in dem kleinen Seitental der Flöha im Erzgebirge auf erzhaltige Gänge. Gefördert wurde vor allem silberhaltiges Kupfererz.

## Lagerstätte

### Geografie
Die historische Lagerstätte, auf die im Mortelgrund mehrere Gruben bauten, liegt knapp vier Kilometer südlich der Stadt Sayda im Erzgebirge. Sie umfasst ein Areal von rund 50 Hektar zu beiden Hangseiten des Mortelbachtals in einer Höhenlage zwischen 600 und 680 Metern.

### Geologie

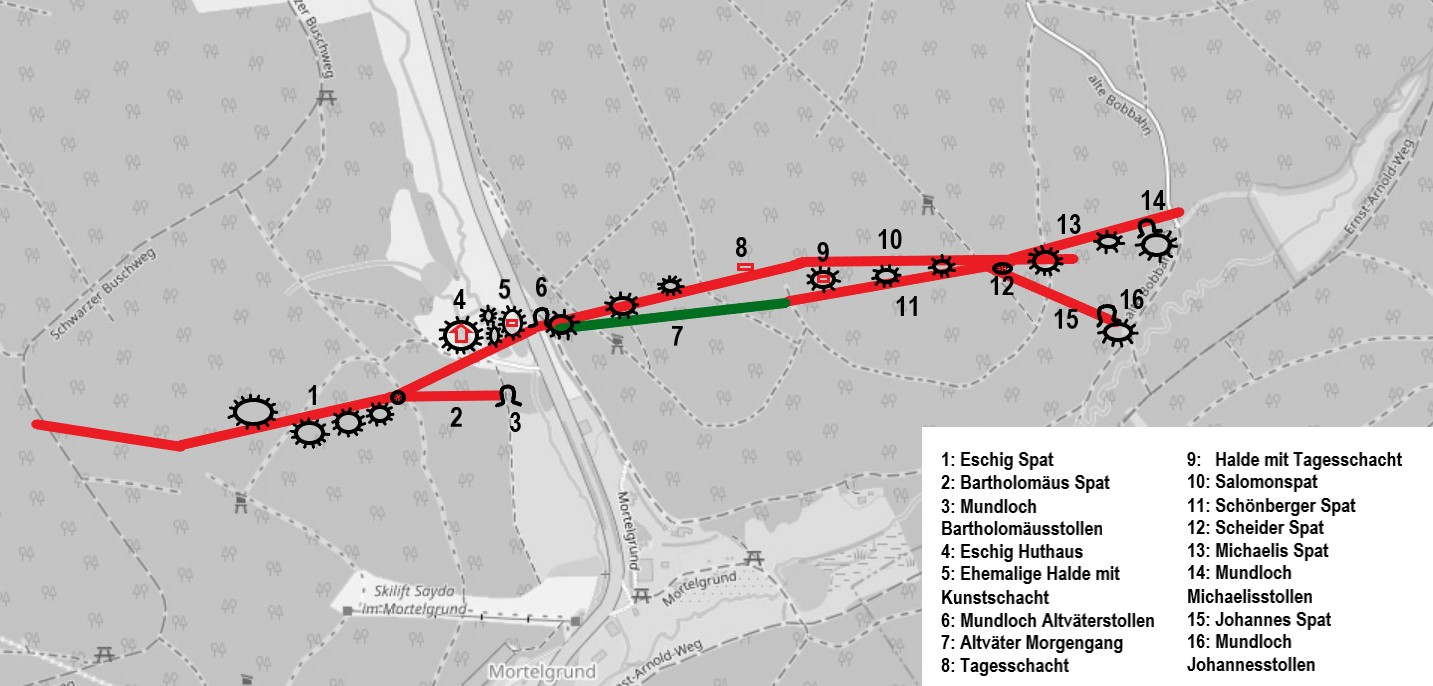
Lage der Erzgänge im Mortelgrund.

Im Gebiet der historischen Lagerstätte geht der Rote Kerngneis der Saydaer Rotgneiskuppel in plattige rote Gneise über an dessen Rand massive Glimmerfelse folgen. Im oberen Teil des Mortelgrundes befindet sich eine Varietät aus Oberen Graugneisen mit Amphiboliteinschaltungen. Durch diesen, aus Muskovit, Biotit, Quarz und Plagioklas gebildeten Zweiglimmergneis streichen von West nach Ost mehrere kupfererzführende Gänge das Tal. Die Mächtigkeit der Gänge schwankte dabei erheblich. Ebenso waren sie nicht durchgängig erzführend. Stattdessen fanden sich Erznester. Die Gangfüllung bestand in den erzführenden Teilen im Wesentlichen aus Quarz. Auf diese Gänge bauten mehrere Gruben. Abgebaut wurden vor allem primäre Kupfererze der Carbonate (Malachit), weniger die sekundären Kupfererze der Sulfide (Chalkopyrit, Tennantit).
| Gang              | Wertung                               | Mächtigkeit in Zentimeter |
| ----------------- | ------------------------------------- | ------------------------- |
| Eschig Spat       | Hauptgang der Lagerstätte             | 20 bis 80                 |
| Scheider Spat     | östliche Fortsetzung des Eschig Spats | 5 bis 40                  |
| Michaelis Spat    | östliche Fortsetzung des Eschig Spats | 10 bis 25                 |
| Schönberger Spat  | teils als Altväter Morgengang         | 5 bis 50                  |
| Johannes Spat     | Trum des Altväter Morgengangs         | 10 bis 25                 |
| Salomon Spat      | Trum des Altväter Morgengangs         | 10 bis 20                 |
| Bartholomäus Spat | Spat an der westlichen Talseite       | 5 bis 20                  |

## Geschichte

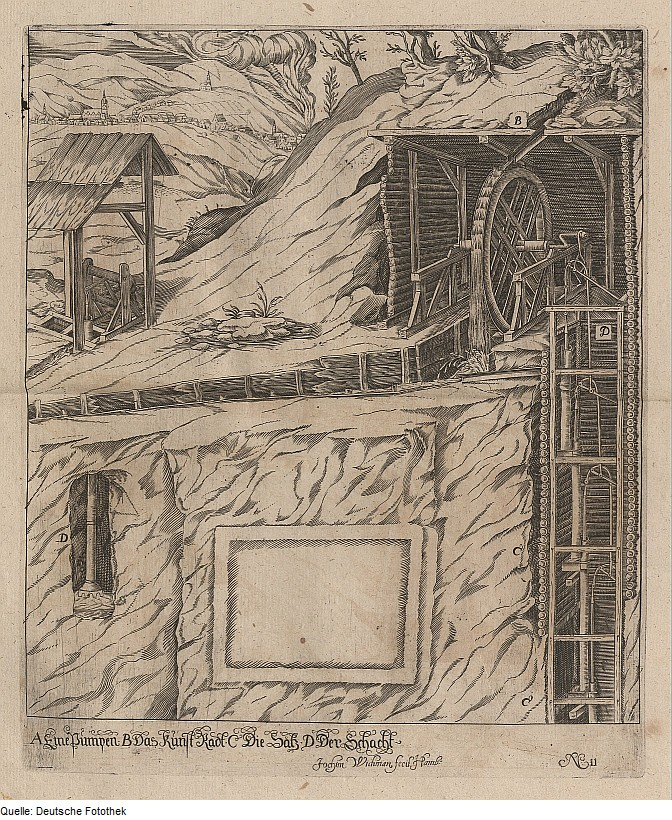
Ein Wasserrad treibt mehrere Pumpensätze an. Eine solche Wasserkunst stand auch im Mortelgrund.

### 1. Abbauperiode 1400 bis 1630
Erstmals urkundlich erwähnt wird der Bergbau im mittleren Mortelbachtal im Jahr 1400. Als wichtigste Zeche wurde 1512 die Eschig Fundgrube an den Bergbauunternehmer Jacob Gerstenberger verliehen. 1518 wurde die Sankt Anna Fundgrube an das Augsburger Handelshaus der Welser verliehen. Für das Jahr 1614 ist die Existenz eines Radkunstzeugs belegt, das bis zu 13 Pumpensätze betrieb. Dies entspricht einer Teufe von 100 bis 130 Metern. Abgebaut wurden in dieser zeitigen Periode vor allem Schwarzkupfer mit einem Silbergehalt von 0,2 bis 0,5 Prozent. Das Erz wurde zunächst in einer vor Ort errichteten Hütte geschmolzen und später in der Grünthaler Hütte bei Olbernhau gesaigert.

### 2. Abbauperiode 1697 bis 1835
Nachdem der Bergbau im Verlauf des Dreißigjährigen Krieges zum Erliegen gekommen war, folgte ab 1697 ein Aufschwung. Genannt werden folgende Gruben:
- Eschig Fundgrube (1697 erneut verliehen)
- Gnade Gottes Erbstollen (1711)
- Michaelis Stollen (1725)
- Johannes Erbstollen (1732)
- Hoffnung Gottes Fundgrube (1738)
- Altväter Erbstollen (1739)
- Bartholomäus Stollen (vor 1776)

Im Jahr 1771 wurden die Zechen zum Grubenfeld Altväter Erbstolln samt Eschig vereinigt. Am 13. April 1836 wurden die Gruben durch den Schichtmeister Friedrich Franke losgesagt und ins Bergfreie übergeben.
Im östlichen Teil des Mortelbachtals, unweit des Kleinen Vorwerkes, wurden in zwei Versuchen bis ins Jahr 1823 Eisenstein für die lokale Industrie abgebaut. Allerdings blieb der Umfang des Abbaus bescheiden.

## Ausbeute
Für die Zeitspanne zwischen 1608 und 1821 liegen Informationen vor, die Rückschlüsse auf die Ausbeute der Gruben zulassen. So soll zu Beginn der zweiten Abbauperiode der Zentner Liefererz zwischen 6 und 16 Lot (das entspricht rund 0,2 bis 0,5 Prozent) Silber enthalten und 30 bis 82 Pfund Kupfer haben. Diese Werte verschlechterten sich fortlaufend. Anfang des 19. Jahrhunderts soll der Zentner Liefererz nur noch zwischen 0,5 und 5 Lot (das entspricht rund 0,0167 bis 0,167 Prozent) Silber und 3 bis 27 Pfund Kupfer enthalten haben. Zwischen 1608 und 1822 bezifferte sich die Gesamtausbeute auf einen Gegenwert von insgesamt 5617 Mark und 76 Pfennig.

## Heutiger Zustand
Das Grubenfeld des Altväter Erbstollen samt Eschig ist heute durch zahlreiche Relikte des Altbergbaus im Gelände noch deutlich sichtbar. Mehrere Halden an der Westflanke des Tals zeigen noch heute die Lage des Altväter Erbstollens an. Gegenüber an der Ostflanke des Tals verweist ein Zug mehrerer Pingen und Halden auf sowie verbrochene Taglesichter auf die ehemalige Lage der Eschig Fundgrube. Weiter östlich im Seitental befindet sich das verbrochene Mundloch des Johannesstollnes sowie das restaurierte Mundloch des Michaelisstollens. Letztgenanntes Berggebäude ist verwahrt wurden, kann jedoch auf rund acht Metern befahren werden.

### Historische Literatur
- August Breithaupt: Vollständiges Handbuch der Mineralogie, 2. Band, Leipzig 1841. (Digitalisat)
- Friedrich August Frenzel: Mineralogischen Lexikons für das Königreich Sachsen, Leipzig 1874. (Digitalisat)
- Herman Müller: Die Erzgänge des Freiberger Bergreviers. In: Herman Credner (Hrsg.): Erläuterungen zur Geologischen Specialkarte des Königreiches Sachsen. Die Erzgänge des Freiberger Bergrevieres, Leipzig 1901. (Digitalisat)
- Johann Carl Freiesleben: Magazin für die Oryktographie von Sachsen, 8. Heft, Freiberg 1837. (Digitalisat)
- Johann Carl Freiesleben: Über die Kupfererz-Lagerstätten von Altväter Erbstolln samt Eschig Fundgrube bei Seyda. In: Berg- und Hüttenmännische Zeitung 5 (1846).
- Johann Carl Freiesleben: Magazin für die Oryktographie von Sachsen, 15. Heft, Freiberg 1848. (Digitalisat)
- Johann Carl Freiesleben: Magazin für die Oryktographie von Sachsen, 4. Extraheft: Beiträge zur Geschichte, Statistik und Literatur des Sächsischen Erzbergbaus, Freiberg 1848. (Digitalisat)

### Neuere Literatur
- Carsten Bittmann und Klaus Thalheim: Vorkommen und Abbau von Kupfererz im Erzgebirge zwischen 1470 und 1750. In: Geologica Saxonia. Journal of Central European Geology, Heft 63 (2018). (Digitalisat)
- Heiner Vollstädt und Stefan Weiß: Mineralienfundstellen Sächsisches Erzgebirge, München 1991.
- Ludwig Baumann: Die Erzlagerstätten der Freiberger Randgebiete, Freiberger Forschungshefte, Reihe C 188, Leipzig 1965.
- Otfried Wagenbreth: Bergbau im Erzgebirge, Leipzig 1990.
- Steffen Jahn und Andreas Kluge: Die Fundgrube "Altväter samt Eschig" und ihre Minerale. In: Mineralien-Welt, Heft 1 (1993).